# Georg Dücker (Dirigent)
Georg Dücker (* 1949) ist ein deutscher Dirigent, Komponist und Musikpädagoge.
Georg Dücker studierte an der Musikhochschule Köln Schulmusik und Komposition. An der Folkwanghochschule in Essen studierte er Dirigieren und an der Ruhr-Universität Bochum Germanistik und Musikwissenschaft.
Dücker gründete 1975 das Essener Vokalensemble, mit dem er seither kontinuierlich arbeitet und konzertiert. Von 1978 bis 2015 unterrichtete er am Gymnasium Essen-Werden, an dem er auch die Chor- und Orchesterleitung innehatte. Mit seinen Schülern gastierte Dücker 2008 im polnischen Oświęcim (Auschwitz), wo ein Orchesterwerk von Krzysztof Penderecki („Als Jakob erwachte aus dem Schlaf, sah er, daß Gott dagewesen war. Er hat es aber nicht gemerkt.“, 1974) dargeboten wurde.
Darüber hinaus leitet Dücker eine Reihe anderer größerer und kleinerer Orchester und Chöre im nordrhein-westfälischen Raum sowie das Bundes-Juristen-Orchester (Schirmherrschaft Heiko Maas). Seit 2019 leitet er auch das Rheinische Orchester Duisburg.
Dücker hat außerdem eine Reihe seiner Kompositionen und musikalischen Arrangements veröffentlicht, u. a. im Carus-Verlag.